# Foresta decidua temperata

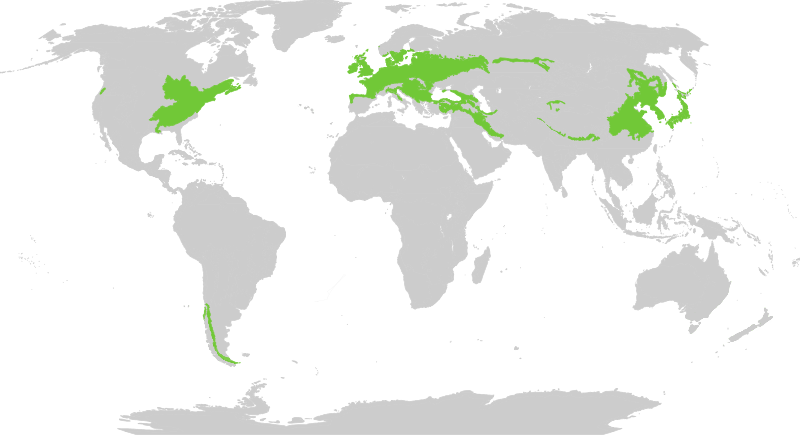
Distribuzione globale del bioma della foresta decidua temperata

La foresta decidua temperata è un bioma che si sviluppa nelle zone temperate di tutto il planisfero, purché in quel luogo le piogge siano superiori a 400 mm e che in tutto l'arco dell'anno ci siano almeno 120 giorni la cui temperatura sia superiore a 13 °C.
Secondo la lista Global 200 del WWF, tale bioma prende il nome di "Foreste di latifoglie e foreste miste temperate".
La foresta decidua è caratterizzata principalmente da piante arboree con foglie decidue, che ogni autunno cadono. Questo spettacolo attira anche molti visitatori ogni anno. Il bioma prende caratteristiche diverse a seconda dell'emisfero dove è collocato: nell'emisfero boreale le foglie sono essenzialmente caduche, mentre nell'emisfero australe, nella stessa nicchia ecologica, si possono trovare anche alberi con foglie aghiformi (non decidue). Questi alberi sono i faggi australi e l'araucaria.
La maggior parte di foreste decidue temperate si sviluppano in America settentrionale, dove l'inversione termica non è troppo accentuata, e in Europa. In America settentrionale questa comprende molti specie di alberi come querce rosse, aceri rossi, ontani bianchi, pini e abeti del Canada. In Europa c'è il parco nazionale De Hoge Veluwe, che essendo di 55 km², è la più grande riserva naturale continua dei Paesi Bassi. In Giappone c'è una piccola area di 6 ettari ricoperta da una foresta dominante di querce e faggi.
Una caratteristica della foresta decidua sono le quattro stagioni: primavera, estate, autunno, inverno. In quest'ultima il terreno gela per un breve periodo, e possono avere luogo delle nevicate, la primavera è la stagione della ripresa vegetativa, in estate l'albero raggiunge la massima crescita, l'autunno invece è la stagione dove le foglie cadono.

## Fauna
Fra la fauna si possono trovare il daino, il castoro americano, lo scoiattolo grigio e, fra gli invertebrati, gli insetti curculionidi e le chiocciole.

### Problemi ambientali
Il problema di cui i naturalisti si preoccupano di più per le foreste decidue è la loro frammentazione. Infatti l'espansione urbana in Europa e nell'America settentrionale sta decimando queste foreste.